# Tipula estella
Tipula estella är en tvåvingeart som beskrevs av Alexander 1970. Tipula estella ingår i släktet Tipula och familjen storharkrankar. Inga underarter finns listade i Catalogue of Life.